# Typhlops cuneirostris
Typhlops cuneirostris este o specie de șerpi din genul Typhlops, familia Typhlopidae, descrisă de Peters 1879. Conține o singură subspecie: T. c. calabresii.